# جوفري باراثيون
جوفري براثيون هي شخصية خيالية من سلسلة كتب أغنية من (جليد ونار) لكاتبها جورج ر.ر مارتن، قام يتمثيل دور جوفري الممثل الايرلندي جاك غليسون.ينتمي جوفري إلى عائلة براثيون (قانونيا وسياسيا)، وكونه ابن زواج محارم بين سيرسي لانيستر واخيها جايمي فان صفاته الجسدية وحتى السلوكية تطابق تلك التي يتميز بها أقربائه من اللانيستر.
شخصيته: منذ صغره لطالما كان جوفري شخصا ساديا ومتعصبا لرأيه وقلما ينجح في الحفاظ على برودة دمه في المواقف المحرجة هذا بالإضافة إلى بعض الصفات الذميمة الأخرى من قبل: القسوة، التكبر، الانانية، التهور، والغرور دون نسيان أن ذكائه محدود بالنسبة لشخص تعول عليه قارة بأكملها..
أحداث: في سنوات طفولته وعندما علم بحمل قطة قام بفتح بطنها واسخرج الاجنة لكي يقدمها لوالده (روبرت براثيون)، ظنا منه أنه سيجعله فخورا به لكن روبرت ولولا تدخل أمه سيرسي لقتله بدون شك، لكنه لم يخسر الا بعض الاسنان في ذلك اليوم.. في عيد ميلاد جوفري الثاني عشر نظم والده مسابقة في العاصمة احتفالا بالمناسبة وذلك بحضور شخصيات مهمة من كل الممالك.. سيرسي لانيستر عينت ساندور كليغان لحارس شخصي لابنها جوفري وكان يلازمه كل الوقت في فترة خدمته (إلى حين معركة خليج المياه السوداء)
أقاربه هم: ميرسيلا براثيون (أخت)، تومين براثيون (أخ)، سيرسي لانيستر (أم)، جايمي لانيستر (خال، أب بيولوجي)، تايون لانيستر (جد من جهة الام)